# 木藤俊一
木藤 俊一（きとう しゅんいち、1956年4月6日 - ）は、日本の石油実業家。出光興産代表取締役社長。石油連盟会長。

## 経歴
1980年に慶應義塾大学法学部を卒業後、出光興産に入社。2005年人事部次長、2008年経理部次長、2011年執行役員経理部長、2013年取締役兼常務執行役員経理部長、2014年常務取締役、2017年副社長を歴任。2018年社長に就任する。2019年、石油需要が減少する中、出光興産は昭和シェル石油と経営統合し、新たな出光興産（通称出光昭和シェル）となり引き続き社長を務める。2022年9月石油連盟会長就任。